# Prehistoric Park
 (mai 2021).
Si vous disposez d'ouvrages ou d'articles de référence ou si vous connaissez des sites web de qualité traitant du thème abordé ici, merci de compléter l'article en donnant les références utiles à sa vérifiabilité et en les liant à la section « Notes et références ».
 (mai 2021).
- Si vous ne connaissez pas le sujet, laissez ce bandeau (vous pouvez alors contacter les auteurs).
- Si vous supprimez le contenu mis en cause (vous pouvez préalablement contacter les auteurs),

argumentez précisément cette suppression dans la page de discussion
(un manque de référence n'est pas un argument ; une recherche réelle de référence doit avoir été effectuée, être formellement documentée).
Prehistoric Park est une série télévisée documentaire britannique en six épisodes de 48 minutes réalisée par Karen Kelly, Sid Bennett et Matthew Thompson, diffusée du 22 juillet au 26 août 2006 sur ITV1 et le 29 octobre 2006 sur Animal Planet.
En France, elle est diffusée entre le 28 décembre 2006 et le 4 janvier 2007 sur M6. Puis rediffusée entre le 20 février 2009 et le 27 février 2009 sur W9 puis entre le 3 janvier 2010 et le 10 janvier 2010 sur M6, et dès le 15 décembre 2012 sur 6ter.

## Synopsis
Le zoologiste et aventurier Nigel Marven retourne dans le passé à 6 époques préhistoriques pour étudier la Terre et les animaux de l'époque et en ramener différentes espèces dans le présent, afin d’empêcher leur extinction.

## Fiche technique
- Titre original : Prehistoric Park
- Réalisation : Karen Kelly (épisodes 1 et 2), Sid Bennett (épisodes 3 et 4), Matthew Thompson (épisodes 5 et 6)
- Décors : Philip Barber
- Photographie : David Langan
- Montage : Rick Aplin
- Musique : Daniel Pemberton
- Production : Lareine Shea
- Assistant producteur : Matthew Wright (en)
- Producteur exécutif : Jasper James (en)
- Sociétés de production : Impossible Pictures
- Pays d'origine :  Royaume-Uni
- Langue originale : Anglais
- Format : couleur
- Genre : Science-fiction / Docu-fiction
- Durée : 48 minutes

## Distribution
- Nigel Marven (VF : Edgar Givry) : Lui-même
- Rod Arthur (de) (VF : Jean-Claude Sachot) : Bob, gardien en chef du parc, responsable de l'alimentation, du nettoyage et du contrôle des animaux.
- Suzanne McNabb (VF : Anne Rondeleux) : Suzanne, la vétérinaire du parc.
- Saba Douglas-Hamilton (VF : Céline Montsarrat) : Elle-même. Grande spécialiste des félins invitée par Nigel pour attraper Smilodon (4e épisode).
- Bill, membre d'équipage qui voyage avec Nigel (5e épisode).
- Jim, membre d'équipage qui voyage avec Nigel (5e épisode).
- Morgan Williams : Ben, membre d'équipage qui voyage avec Nigel. Attaqué par des Mei attirés par la viande dans son sac à dos (3e épisode).
- David Jason (VF : Bernard Lanneau) : Le Narrateur de Prehistoric Park.

## Épisodes
| N° | #  | Titre                                                  | Réalisation      | Première diffusion                                                     |
| --- | -- | ------------------------------------------------------ | ---------------- | ---------------------------------------------------------------------- |
| 01 | 01 | Le Retour du Tyrannosaure T-Rex Returns                | Karen Kelly      | Royaume-Uni : 22 juillet 2006 sur ITV France : 28 décembre 2006 sur M6 |
| -65 millions d'années - Crétacé supérieur - Montana Nigel veut ramener à Prehistoric Park un Tyrannosaure. Seulement voilà, il y aura quelques imprévus... Espèces apparaissant durant cette époque : - Nyctosaurus - Ornithomimus - Tyrannosaurus rex - Tricératops. |    |                                                        |                  |                                                                        |
| 02 | 02 | S'occuper d'un Mammouth A Mammoth Undertaking          | Karen Kelly      | Royaume-Uni : 29 juillet 2006 sur ITV France : 28 décembre 2006 sur M6 |
| - -10 000 et -150 000 ans - Pléistocène supérieur - Sibérie Nigel va sauver un Mammouth des hommes préhistoriques et le ramener à Prehistoric Park. Baptisée Martha, la femelle mammouth se conduit bizarrement une fois ramenée... Espèces apparaissant durant ces époques : - Ours des cavernes - Mammouth laineux - Hyène non identifiée (peut-être hyène des cavernes jouée par une hyène tachetée) - Homo (appelé homme) - Loup gris - Elasmotherium. |    |                                                        |                  |                                                                        |
| 03 | 03 | Dino-oiseau Dinobirds                                  | Sid Bennett (en) | Royaume-Uni : 5 août 2006 sur ITV France : 28 décembre 2006 sur M6     |
| - -125 millions d'années - Crétacé inférieur - Dongbei en Chine Nigel va remonter dans le temps jusqu'en Chine préhistorique, pour ramener l'intrigant Microraptor au parc. Espèces apparaissant durant cette époque : - Eosipterus (appelé ptérosaure) - Incisivosaurus (Incisivosaurus gautheri) - Mei Long - Microraptor - Titanosauria (appelé Titanosaure). - Des animaux actuel sont aussi filmés : des criquets, des vers de terre et des larves de coléoptères. |    |                                                        |                  |                                                                        |
| 04 | 04 | Sauver le Tigre à Dents de Sabre Saving the Sabretooth | Sid Bennett (en) | Royaume-Uni : 12 août 2006 sur ITV France : 4 janvier 2007 sur M6      |
| - -1 million et -10 000 ans - Pléistocène inférieur et supérieur - Amérique du Sud Nigel, avec l'aide d'une vétérinaire de renom, va essayer de sauver un Phorusrhacos et deux Tigres à dents de sabre de l'extinction... Espèces apparaissant durant ces époques : - Toxodon - Smilodon (appelé Tigres à dents de sabre) - Phorusrhacos - Des animaux actuel sont aussi filmés : un Tatou et un daim. |    |                                                        |                  |                                                                        |
| 05 | 05 | Le Vivarium de Préhistoric Park The Bug House          | Matthew Thompson | Royaume-Uni : 19 août 2006 sur ITV France : 4 janvier 2007 sur M6      |
| - -300 millions d'années - Carbonifère supérieur - Île d'Arran en Écosse Pendant que Bob s'occupe de construire un vivarium à Prehistoric Park, Nigel se rend sur l'Île d'Arran, en Écosse, et va tenter de ramener Arthropleura, un mille-pattes de deux mètres de long, Meganeura, une libellule de 70 cm d'envergure, et un Pulmonoscorpius d'un mètre de long avec le dard gros comme une ampoule électrique... Espèces apparaissant durant cette époque : - Meganeura (appelé libellule géante) - Crassigyrinus scoticus - Arthropleura - Pulmonoscorpius (appelé scorpion géant). |    |                                                        |                  |                                                                        |
| 06 | 06 | Super-croc Supercroc                                   | Matthew Thompson | Royaume-Uni : 26 août 2006 sur ITV France : 4 janvier 2007 sur M6      |
| - -75 millions d'années - Crétacé supérieur - Texas Nigel veut ramener au parc un Deinosuchus, ancêtre du crocodile actuel dont la taille est égale à celle d'un camion et la gueule aussi large qu'un joueur de basket... Espèces apparaissant durant cette époque : - Parasaurolophus - Albertosaurus - Nyctosaurus - Deinosuchus - Troodon |    |                                                        |                  |                                                                        |

## Animaux

### Animaux du parc

#### Animaux du passé (ramenés)
- Arthropleura (un mâle) : Un mille-pattes géant, Nigel le rencontre alors que l'animal se reposait camouflé. Il le ramène lors de l'incendie alors qu'il tentait d'échapper à l'incendie en se camouflant. Il est probable que ce soit le même individu vu plus tôt dont Nigel évoque que les empreintes laissées par ce dernier soit les mêmes vu fossilisé plus tôt.
- Deinosuchus (une femelle) : Un crocodile géant, Nigel la ramène dans le présent où cette dernière le sauve plus tard de Mathilda qui le pourchassait.
- Elasmotherium (un mâle) : Nigel le ramène de l'époque où les mammouths étaient prospères alors qu'il était en train de récolter des plantes de l'époque pour Martha. Il n'était pas prévu au programme, Nigel ayant décidé de le ramener à la dernière minute.
- Mammouth laineux (une femelle, nommée Martha) : Nigel la sauve après que sa sœur ait été tuée par des chasseurs en étant tombée dans un piège, où Martha fut blessée en la défendant, elle intègre le troupeau d’éléphants du parc pour qu'elle ne s’ennuie plus. Elle sauve le bébé éléphant de la matriarche de Mathilda dans l'épisode 6. Nigel évoque la possibilité qu'elle soit la dernière représentante de son espèce.
- Méganeura (un mâle) : Une libellule géante, Nigel l'attrape grâce à une pompe lance-eau.
- Microraptor (quatre, dont un qui avait l'aile cassée par un Titanosaure) : Quatre petit dino-oiseaux qui planent d'arbre en arbre et qui sont incapables de décoller depuis le sol. Nigel les attrape grâce à un lance-filet. Ce sont les seuls animaux, à part les insectes géants, à n'apparaître que dans un seul épisode.
- Ornithomimus (au début 15, plus 12 petits) : Un groupe de dino aux airs d'autruche qui n'était pas prévu au programme (même si Nigel a dit qu'il souhaitait avoir un élevage, ce n'était pas sa priorité). Ils passent par le portail de la machine à remonter le temps alors qu'ils se faisaient poursuivre par la femelle T-rex (qui est la mère de Terence et Matilda), elle les a poussés à passer, l'un d'eux se fait tuer par cette dernière, ayant été trop lent. Une des femelles donne naissance à des bébés dont deux qui seront pris en charge par Bob.
- Phorusrhacos (un mâle) : Un oiseau terreur géant que Nigel appâte dans le présent grâce au morceau de viande qu'il voulait manger. Il s'échappe quelquefois de son enclos et n'est pas agressif envers les humains.
- Pulmonoscorpius (un mâle, identifié en tant que scorpion géant) : Un scorpion géant terrestre, il apparait lorsque la nuit au campement où Nigel et l'équipe s'endorment, il manque d'attaquer Bill (l'un des membres) mais Nigel le met en fuite. Le lendemain, après avoir capturé la libellule, Nigel le retrouve sous une souche et l'attrape par la queue, il réussit à le piquer mais son venin est inutile contre les mammifères (qui n'existaient pas à l'époque).
- Smilodon (un mâle et une femelle, qui ont eu plus tard deux petits) : Une femelle qui a perdu ses deux petits originaux dans le passé et un mâle solitaire qui passait dans son territoire, ils se reproduisent dans le présent où la femelle donnera naissance à deux autres petits qui seront séparés de leur mère qui ne produisait toujours pas assez de lait.
- Titanosauria (un groupe entier, 9 en tout, et deviennent les plus imposants animaux du parc, appelés Titanosaures) : Un groupe de sauropodes qui traversait la forêt pour pondre, ils n'étaient pas prévus au programme et Nigel ne les ramène volontairement qu'à la dernière seconde alors que le volcan entrait en éruption et qu'un nuage toxique s’abattait sur eux. Grâce à leur grande taille, ils s'échappent toujours de leur enclos et parcourent librement le parc où bon leur semble, ce qui entraîne quelques incidents, Bob trouve le moyen de les contenir en leur donnant des pierres à avaler.
- Triceratops (un mâle adolescent, nommé Théo) : Nigel le sauve alors que la femelle T-rex, blessée, allait s'attaquer à lui (il était comme paralysé par la peur), il est le premier résident du parc (si on ne prend pas en compte les animaux du présent déjà dans le parc), il a de l'énergie à revendre et Bob lui construit un tracteur modifié afin qu'il ait un adversaire pour qu'il puisse se défouler.
- Troodon (un mâle, ramené par accident) : Ramené à l’insu de tout le monde, il se glisse à l'intérieur de la jeep où Nigel avait laissé le peu qui restait de la viande prévue pour appâter le Deinosuchus (car d'autres troodons avait mangé la viande), lorsque la jeep est ramenée dans le présent, il est ramené avec. Il est responsable de l'incident du dernier épisode, il est capturé par Bob à la fin.
- Tyrannosaurus (un frère et une sœur, nommés Terence et Matilda) : Deux T-rex orphelins dont la mère avait été tuée par un autre T-rex qui voulait l'Ornithomimus qu'elle avait tué. Et bien que blessée par un tricératops, elle réussit à prendre l'avantage sur lui mais l'autre T-rex lui éclate la tête contre un mur de pierre, et emporte sa proie. Elle utilise ses dernières forces pour rugir contre Nigel, ce dernier sauve de justesse les deux petits qui traversent la machine à la seconde où la vague de fumée provoquée par la météorite allait déferler sur eux. Ils grandissent, et c'est Matilda la dominante (les femelles étant plus grandes et plus agressives que les mâles), ils ont failli se battre dans l'épisode 3 à cause de la chaleur mais heureusement, cela a pu être évité, et sont mis dans des enclos provisoires le temps qu'une barrière divise l'enclos afin qu'ils soient séparés. Mais plus tard, Mathilda détruira la barrière et blesse sérieusement Terrence (qui est soigné et qui se remet de ses blessures). Lors de l’épisode 6, lors de l'incident causé par le troodon, l'un des titanosaures ouvre une brèche dans l'enclos et Matilda en profite pour s'échapper, elle manque de tuer le bébé éléphant de la matriarche mais Martha la femelle mammouth arrive et lui tient tête, elle pourchasse alors Nigel qui parvient, grâce au deinosuchus, à l'enfermer dans un enclos. Elle est remise dans son enclos après cela.

#### Animaux du présent (actuels)

##### Animaux en captivité
- Guépard
- Éléphants d'Afrique (un troupeau de dix femelles) : Un troupeau d'éléphants dirigé par la matriarche (reconnaissable à son unique défense à droite, de face). Cette dernière accepte Martha la femelle mammouth dans le troupeau. Elle aura un petit par la suite, avec lequel Martha voudrait jouer, mais la matriarche refuse, ce qui fait que Martha s'exile toute seule et recommence à s'ennuyer et à se laisser mourir. Mais elle la laissera jouer avec son petit après que Martha le sauve de Mathilda, en guise de récompense, et la réintègre au troupeau.
- Crocodiles du Nil (environ sept)
- Ibis (Ibis rouge et Ibis sacré)
- Aigrettes
- Héron cendré

##### Animaux de compagnie de Nigel
- Serpents
- Tortues
- Perroquets (Ara ararauna)
- Caméléon

### Animaux non-ramenés
- Nyctosaurus (épisodes 1 et 6) : Des ptérosaures volants
- Ours des cavernes (épisode 2) : Un ours géant que Nigel réveille accidentellement et poursuit ce dernier pour l'avoir dérangé, avant de retourner dans sa grotte, afin qu'il puisse continuer d'hiberner, son espèce est sur le point de s'éteindre au moment où Nigel le trouve mais Nigel ne peut pas sauver toutes les espèces, ce dernier décide donc de le laisser tranquille.
- Homo (épisode 2 appelé humain) : Les humains qui ont tué la sœur de Martha et blessé cette dernière, ils reviennent chercher leur dû mais restent seulement embusqués autour de l'endroit où Nigel et son équipe veillent sur elle, ayant probablement peur de ces derniers.
- Hyène non identifiée (épisode 2, peut-être hyène des cavernes jouée par une hyène tachetée) : Créature disparue qui reste embusquée autour de l'endroit où se trouve Martha qui est protégée par Nigel.
- Loup gris (épisode 2) : Créature existant encore aujourd’hui, ils sont embusqués avec les hyènes mais contrairement à elles, tentent une attaque. Nigel parvient à les repousser.
- Eosipterus (épisode 3, appelé ptérosaure) : Des ptérosaures volants
- Incisivosaurus (Incisivosaurus gautheri) (épisode 3) : Un dinosaure à plume proche du microraptor (Nigel le souligne), Nigel rencontre un mâle (qui crache sur la caméra en poursuivant Nigel), le même individu réapparait plus tard chassant un autre mâle (détruisant le piège pour les Microraptor que Nigel avait fait) puis réapparait encore une fois séduisant une femelle, ce qui explique ses actions dues à son comportement.
- Mei Long (épisode 3) : Des carnivores comme les raptors, un groupe détruit et vole la nourriture du campement de l'équipe alors qu'ils sont en train de regarder les ptérosaures, puis le suit car Ben, l'un des membres de l'équipe, avait ce qui leur restait de nourriture et l'attaque, ils repartent avec son sac à dos. L'équipe les retrouve plus tard, pour découvrir qu'ils ont été tués par asphyxie à cause d'un gaz dans leur sommeil.
- Toxodon (épisode 4) : Un gros animal proche du cheval et de l'hippopotame, Nigel tombe en plein milieu d'un troupeau lorsqu'il arrive à leur époque, l'un d'eux le charge même un peu plus tard, un autre est tué par un smilodon.
- Tatou (épisode 4) : Une créature existant encore aujourd'hui, toutefois, Nigel précise que ses ancêtres étaient géants.
- Crassigyrinus scoticus (épisode 5) : un amphibien géant exclusivement aquatique, sa présence est vue juste avant que Nigel ne fasse sa première rencontre avec un arthropleura, sa présence est encore vue plus tard lorsque Nigel lors de son premier essai tente d'attraper une libellule géante où la créature en profite pour le mordre avant de s'en aller. Le lendemain, lorsque Nigel attrape la libellule, il remarque la créature et l'attrape pour la montrer et la décrire puis le surnomme monstre des marais avant de le relâcher. Étant exclusivement aquatique, il est sûr et certain qu'il survit à l’incendie qui se déclare après.
- Parasaurolophus (épisode 6) : Des dinosaures à bec-de-canard, Nigel en rencontre d'abord deux, poursuivis par des albertosaures, puis tout un troupeau. Ce dernier réapparait aux abords du lac où un jeune est tué par un Deinosuchus et un adulte est vu mort plus tard, tué hors de l'écran par les Albertosaures.
- Albertosaurus (épisode 6) : Des carnivores comme leur lointain cousin le t-rex, deux individus traquent les deux parasaurolophus que rencontre Nigel (qui est même pris pour cible), trois autres apparaissent aux abords du lac où ils essaient de protéger leur proie, un parasaurolophus adulte, des Deinosuchus.

## Animaux réclamant des soins
| Ép. | Animal                       | Symptôme                                                     | Diagnostic                                                                                   | Cause                                                                                              | Traitement |
| --- | ---------------------------- | ------------------------------------------------------------ | -------------------------------------------------------------------------------------------- | -------------------------------------------------------------------------------------------------- | --- |
| 1   | Tricératops mâle (Théo)      | charge un arbre                                              | agressivité                                                                                  | rut                                                                                                | adversaire artificiel créé |
| 2   | Mammouth femelle (Martha)    | Blessure, plus tard, effondrée                               | plaie infectée                                                                               | attaque de chasseurs préhistoriques avant la découverte (ils ont tué sa sœur)                      | antibiotique. (les vétérinaires sont-ils venus par le portail temporel ?)                                                                                           |
| 2   | Mammouth femelle (Martha)    | ne mange pas                                                 | ennui                                                                                        | elle est seule                                                                                     | introduite dans un troupeau d'éléphants d'Afrique |
| 3   | Mammouth femelle (Martha)    | souffre de la chaleur                                        | trop de soleil                                                                               | temps chaud du parc après l'hiver sibérien                                                         | raccourcissement de la fourrure |
| 6   | Mammouth femelle (Martha)    | à nouveau seule                                              | commence à être séparée du troupeau                                                          | la matriarche ne veut pas d'elle                                                                   | elle résout le problème elle-même: elle protège le bébé éléphant de la matriarche contre le T-Rex femelle, Matilda, et elle est à nouveau intégrée dans le troupeau |
| 3   | Ornithomimus femelle         | elle s'isole                                                 | échographie qui montre des œufs en développement                                             | à la recherche de sécurité pour cacher son nid                                                     | éclosion des œufs |
| 3   | Microraptor                  | aile avant droite fracturée                                  | simple fracture du cubitus gauche                                                            | un Titanosaurus lui a marché sur l'aile après l'éruption volcanique                                | bandage, attelle |
| 4   | Smilodon mâle                | affamé et piteux état                                        | Pénurie chronique de proie avant la capture                                                  | Gros gibier en voie de disparition                                                                 | alimentation et repos |
| 4   | Smilodon femelle             | Grave insuffisance pondérale et famine                       | Essayait de nourrir son petit de lait pendant la pénurie chronique de proie avant la capture | Gros gibier en voie de disparition                                                                 | alimentation et repos |
| 5   | Tyrannosaurus mâle (Terence) | une blessure profonde au visage et en résulte une septicémie | bagarre avec Matilda (sa sœur)                                                               | Fléchettes tranquillisantes sur Matilda pour soigner son frère                                     | opération et antibiotiques |
| 5   | Titanosaures                 | ne cessent de se déplacer dans le parc                       | refusent la nourriture proposée                                                              | nourriture non digérée dans l'estomac, besoins de gastrolithes                                     | des cailloux ronds (gastrolithes) leur sont donnés pour les aider à digérer                                                                                         |
| 6   | Deux petits Smilodon         | la mère ne produisait pas assez de lait pour eux             | Le lait de leur mère s'asséchait                                                             | Inconnu. Vraisemblablement dû à l'âge et à long terme, la malnutrition de la mère avant la capture | Susanne les nourrit au biberon, puis ils se nourrissent de viande                                                                                                   |

## Distinctions

### Nomination
- 2007 : nommé aux Visual Effects Society Awards pour l'épisode 4

## Divers points
- Le dessin d'oiseau de la terreur de Nigel représente un Gastornis, un oiseau de la terreur d'Amérique du Nord, même si Nigel ramène un Phorusrhacos, un oiseau de la terreur d'Amérique du Sud.
- Les images du Tricératops montrent qu'il grince des dents, alors qu'en réalité, ils ont des dents de cisaillement.
- L'Ornithomimus est montré ayant un dimorphisme sexuel. Les femelles sont toutes grises et les mâles ont leurs têtes et leurs cous bleus. Ceci est pure spéculation.
- Le Tricératops semble avoir également un dimorphisme sexuel. Ils commencent à crêtes brun-rouge, qui conservent les femelles. Cependant, les mâles développent la suppression des crêtes bleues (affiché lorsque Nigel souligne un mâle adulte dans le troupeau), qui apparaît comme ils atteignent la maturité sexuelle. Ceci est illustré par Théo - lorsque l'origine capturé, il a une crête brune qui vire au bleu dans le parc, comme le souligne Suzanne. Ce changement coïncide avec son comportement de plus en plus agressif.
- L'Elasmotherium est capturé dans le second épisode, mais n'est pas mentionné de nouveau jusqu'au sixième, mais pas par son nom. De même, après l'épisode au cours duquel quatre Microraptor sont capturés, un seul est affiché à nouveau.
- Dans l'épisode 5, les images de synthèse ont été utilisées pour créer une grande partie de la végétation (consistant en une espèce d'arbre lycopside). Les déplacements de feu au sol ont été réalisés dans un cadre moderne dans la forêt marécageuse dans le sud de la Floride : en conséquence, les bases des troncs d'arbres ne sont pas les habituels lycopsides du Carbonifère, forme d'arbre avec la scission du tronc en 4 grosses racines égales (Stigmaria).
- Le DVD de la série contient quelques séquences de storyboard. L'une montre une version précoce mis au rebut de la confrontation entre Martha et Mathilda. Dans ce document, Mathilda est de moindre taille que dans le film. Mathilda saute sur la tête de Martha, pour combattre. Nigel jette une grosse pierre à Mathilda.
- Dans la version Animal Planet de la série, un grand nombre des scènes présentes dans l'original ITV ont été coupées, dont Bob apportant une cage à oiseaux aux dimensions insuffisantes, et la première rencontre de Nigel avec le Parasaurolophus.
- L'épisode 6 est le seul dans lequel Nigel ne voyage pas vers le passé deux fois, comme Nigel retourne vers le passé dans l'épisode 5, mais seulement pour attacher la corde au Land Rover qui a ensuite été tirée dans le parc par un titanosaure.
- L'épisode 5 a été le seul dans lequel Nigel n'avait pas d'espèces cibles précises à prendre.
- Les épisodes 1 et 5 sont les seuls épisodes où Nigel ramène trois espèces au parc.
- L'espèce réelle des titanosauriens dans la série n'est jamais indiquée. Des vestiges de titanosaures sont connus de la formation d'Yixian, qui contient toute la faune dans l'épisode, mais il n'a jamais été donné un nom scientifique où attribué à un genre.
- Lorsque Nigel capture le Pulmonoscorpius dans l'épisode 5, il décrit les ancêtres des scorpions plus adaptés à la mer qu'à la terre. Il s'agit d'une référence au fait que les scorpions ont eu une origine aquatique. Un scorpion de mer préhistorique, Brontoscorpion, a été présenté dans une série similaire documentaire télévisée de la BBC, Sur la terre des géants.
- Bien que cette série est liée à l’univers des séries « Sur la terre de », y compris l'intrigue de l'épisode 1 étant similaire à Sur la terre des dinosaures épisode « Mort d'une dynastie », l'ensemble des dinosaures en images de synthèse sont complètement de nouveaux modèles (mais la plupart des espèces présente ne l'était pas dans ces séries, et font donc leur première apparition). De plus, cette petite incohérence peut être résolue, en effet, il y a eu plusieurs espèces et sous-espèces de chaque créature (par exemple, il y a eu plusieurs espèces de smilodons, avec un total de quatre espèces distinctes dont une sous-espèce). Ce qui amène donc à dire que Nigel ramène des espèces proches des créatures vues dans les séries originales.
- Nigel Marven a fait une brève apparition dans la troisième saison d'une série télévisée similaire appelé Primeval, qui est également faite par Impossible Pictures.
- Dans l'épisode 6, alors que Nigel pagaie le long de l'étroite rivière et le lac, la couleur de la rame subit de petits changements, du noir au rouge, et plus tard, alors que la rame sert à appâter un Deinosuchus, elle est jaune. Quand il voit le Deinosuchus, dans la rivière, les chaussures de Nigel disparaissent et apparaissent plusieurs fois.
- Dans les séries originales, des éléments ont été mis en place pour donner l'impression que de véritables reporters animaliers aient vraiment voyagé dans le temps pour filmer des animaux disparus (comme le fait que des animaux attaquent la caméra, ce qui est déjà un peu comme briser le quatrième mur, ou qu'elle soit aspergée de diverses matières). La série, elle, nous montre alors la machine et le portail à remonter dans le temps qu'ils ont dû utiliser, qui est réutilisé cette fois pour sauver des créatures disparues.
- Dans les épisodes 1, 2 et 4 il y a des animaux préhistoriques que Nigel ne parvient pas à sauver et à ramener à Prehistoric Park : la Mère de Terence et Matilda tuée par un T-Rex mâle qui lui vole la proie qu'elle avait capturée pour ses petits. La sœur de Martha tuée hors de l'écran par des Chasseurs Préhistoriques. Et les 2 premiers petits de la Maman Smilodon morts de faim, en raison de la pénurie de nourriture.